# Pinot Noir

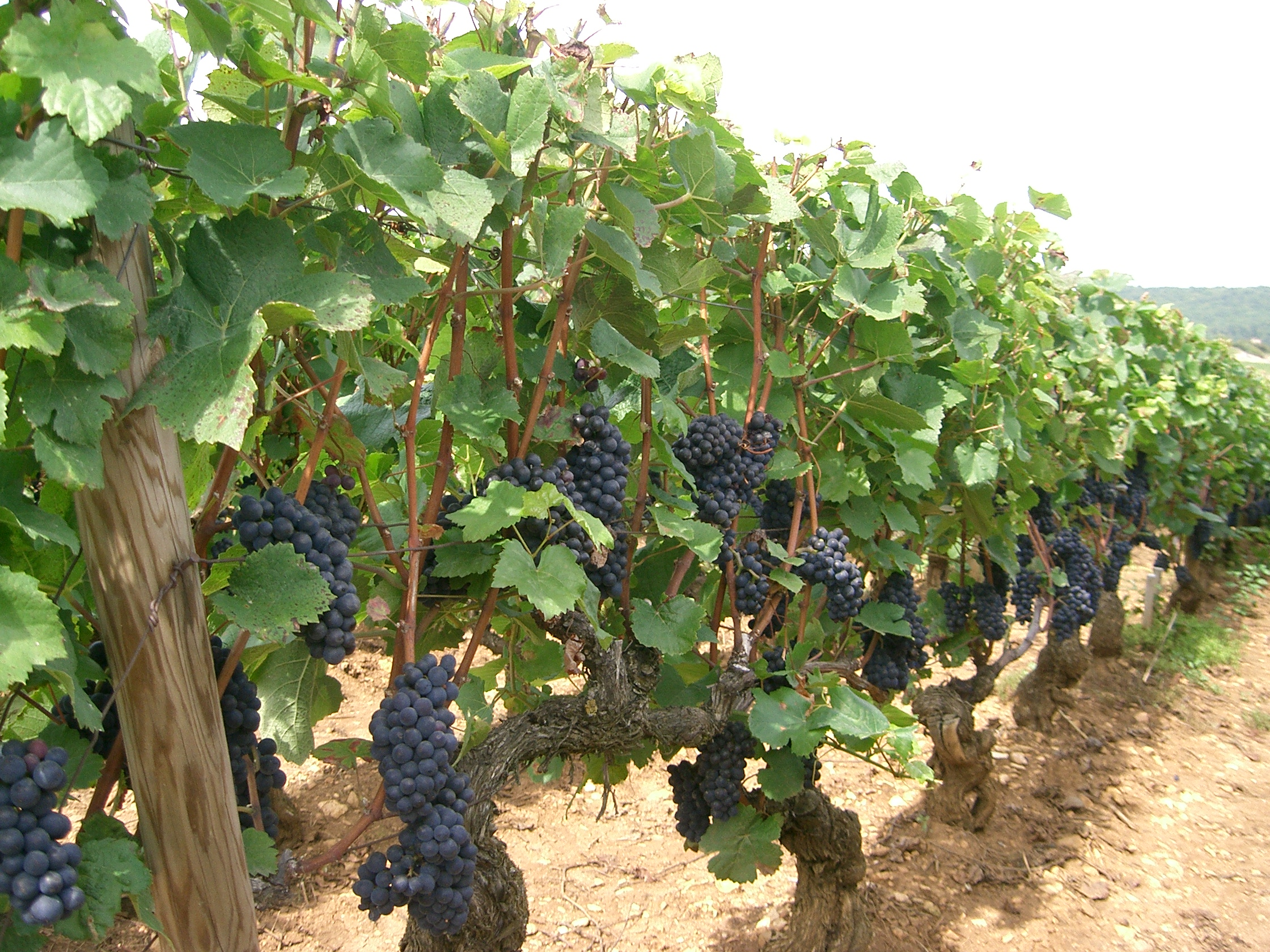
Pinot noir in de Bourgogne

Pinot noir (Frans), ook wel Spätburgunder (Duits), is een blauw druivenras met een compacte tros en druiven met een dunne schil. Het is daarom over het algemeen een druif die moeilijk te cultiveren is, want ze is gevoelig voor rot en schimmelziekten. Daarnaast heeft de 'pinot noir' de neiging tot mutatie, waardoor er verschillende klonen 'pinot noir' zijn ontstaan. 

## Aanplant
De oorsprong van de 'pinot noir' ligt in de Côte de Nuits in Bourgondië, waar hij al sinds het begin van de jaartelling wordt geteeld. Buiten Bourgondië blijkt het niet eenvoudig om dit ras te verbouwen waardoor hij een veel geringere verspreiding kent dan bijvoorbeeld de 'cabernet sauvignon'. Toch planten steeds meer wijnstreken deze druivenstok aan. 
Met 99.000 hectare wereldwijd is de Pinot Noir een veel voorkomend blauw druivenras (2020). 
1. In Frankrijk wordt deze druif het meest aangeplant. Bourgondië is nog steeds het belangrijkste gebied, maar in de Champagne is de druif meer aangeplant.
2. Buiten Europa is de Verenigde Staten het belangrijkste gebied. De Verenigde Staten staat op de tweede plek qua aanplant in hectares. Daar worden kwalitatief de mooiste wijnen gemaakt in Oregon maar in Californië is de grootste aanplant.
3. Ook in Duitsland doet de druif het goed. Daar beslaat de druif 11,1% (2012) van de aanplant en dat is 14,3% van de wereldwijde aanplant. In de Elzas levert de 'pinot noir' een cépagewijn.
4. Moldavië maakt ook prachtige Pinot Noir wijnen. Het land staat met 148.500 hectare wijngaard op de 11e plek op de ranglijst van grootste Europese wijnlanden, en op de vierde plek in de ranglijst van landen met het grootste aandeel Pinot Noir.
5. Op de vijfde plek staat Italië, gevolgd door Nieuw-Zeeland, daar is het de meest aangeplante blauwe druif van het land. In Australië zijn Mornington Peninsula en Yarra Valley belangrijke gebieden. Ook in Zwitserland is het de meest aangeplante druif, met name Wallis. Overige landen met een groot aandeel Pinot Noir zijn Chili, Hongarije, Roemenië, Argentinië en Kroatië.

## Terroir
- Klimaat: de druif rijpt tamelijk vroeg, met name in warme klimaten. Daarom gedijt de druif het best in streken met een getemperd klimaat, waar het groeiseizoen langer is en dus aromavorming in de vruchten wordt bevorderd.
- Bodem: bij voorkeur gedijt de druif op kalksteen, al dan niet vermengd met ijzerhoudende klei. Dit is het geval in Bourgondië. In de Ahr en de Rheingau doet de druif het goed op een leisteenbodem.

## Oogst
In Bourgondië oogst men gemiddeld rond half september. In de Ahr in Duitsland, dat nog noordelijker ligt, wordt ze medio oktober geoogst. 

## Kenmerken
Rode wijnen van pinot noir hebben gewoonlijk niet zo’n heel donkere kleur, maar wel een aantrekkelijke geur. Ook kenmerkend is de fijne smaak die de wijn vanaf zijn jeugd al heel toegankelijk maakt. Ondanks die zachtheid en soepelheid kunnen de betere pinot noirs een lange flesrijping ondergaan. De druif wordt ook gebruikt voor mousserende wijnen met als bekendste voorbeeld champagne en soms ook rosé.
Een bekende cuvéewijn - een wijn die gemaakt is van een mix van pinot- en gamaydruiven - is de bourgogne passetoutgrain.

## Synoniemen
De 'pinot noir' telt 265 synoniemen, waaronder auvernat noir, blauburgunder (Oostenrijk en Alto Adige), pineau, pinot nero (rest van Italië) en Spätburgunder (Duitsland).
champagne · 
Dom Pérignon · 
champagnehuis · 
méthode traditionnelle · 
roséchampagne · 
rosé de saignée ·  
pinot noir · 
pinot meunier · 
chardonnay · 
voltis · 
échelle des crus · 
grand cru · 
premier cru · 
tête de cuvée · 
taille · 
Montagne de Reims · 
Côte des Blancs · 
coteaux champenois · 
alcoholische gisting · 
malolactische fermentatie · 
assemblage · 
réserve · 
liqueur de tirage · 
sur lattes · 
prise de mousse · 
mousse · 
à point · 
remuage · 
dégorgement · 
liqueur d'expédition · 
millésime · 
monocépage · 
clos · 
blanc de blancs · 
blanc de noirs · 
brut sans année · 
kometenwijn · 
cuvée de prestige · 
dosage · 
muselet · 
brut · 
formaat van champagneflessen · 
afkortingen op etiketten